# Projection cylindrique de Miller

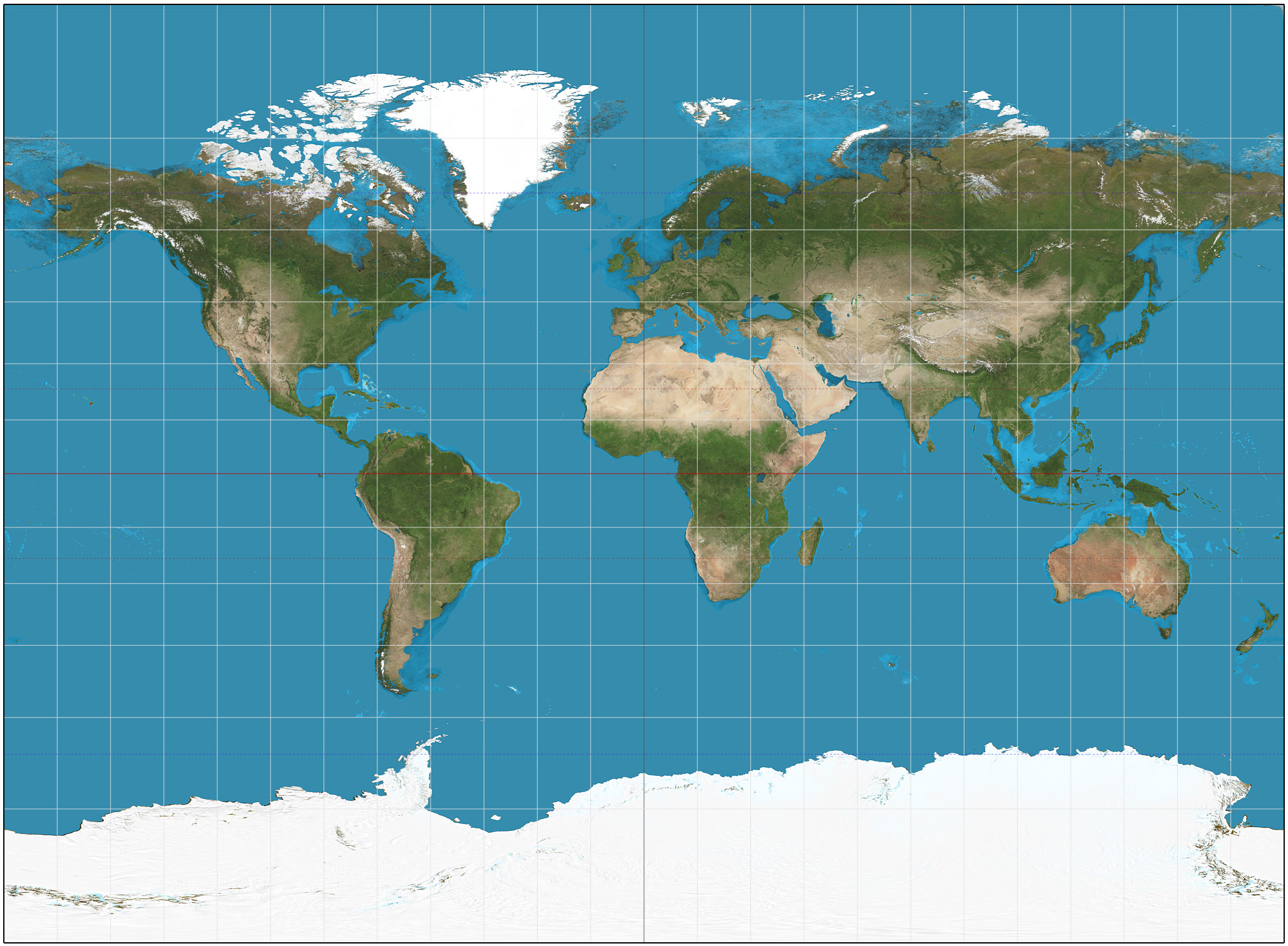
Une projection de Miller de la Terre.

Projection de Miller avec les indicatrices de déformation de Tissot.

La projection cylindrique de Miller est une modification de la projection de Mercator, proposée par Osborn Maitland Miller en 1942. La latitude est mise à l'échelle par un facteur de 4⁄5, projetée suivant la projection de Mercator, puis le résultat est multiplié par 5⁄4 de manière à conserver l'échelle le long de l'équateur. D'où :
{\displaystyle {\begin{aligned}x&=\lambda \\y&={\frac {5}{4}}\ln \left[\tan \left({\frac {\pi }{4}}+{\frac {2\varphi }{5}}\right)\right]={\frac {5}{4}}\operatorname {argsinh} \left(\tan {\frac {4\varphi }{5}}\right)\end{aligned}}}
ou, à l'inverse,
{\displaystyle {\begin{aligned}\lambda &=x\\\varphi &={\frac {5}{2}}\arctan \mathrm {e} ^{\frac {4y}{5}}-{\frac {5\pi }{8}}={\frac {5}{4}}\arctan \left(\sinh {\frac {4y}{5}}\right)\end{aligned}}}
où λ est la longitude du méridien central de la projection, et φ est la latitude.
Les Méridiens ont ainsi une longueur d'environ 0.733 celle de l'équateur.
Dans les applications du Système d'information géographique (SIG), cette projection est connu sous le nom de "EPSG:54003 - World Miller Cylindrical".
La projection compacte de Miller est similaire à la projection de Miller, mais l’espacement entre les parallèles cesse de croître à partir de 55 degrés.